# Varignano
Varignano est une frazione de la ville de Porto Venere dans la province de La Spezia, située dans la partie occidentale du golfe de La Spezia.

## Géographie
Le territoire de Varignano est limité à une courte partie de la côte du golfe formée par une baie qui surplombe le golfe de La Spezia. La baie est délimitée par deux promontoires : sur le premier est le Comando Raggruppamento Subacquei e Incursori Teseo Tesei (en), sur le second une batterie de marine.

## Histoire
Varignano est déjà fréquentée à l'époque romaine, comme en témoignent les importants vestiges archéologiques d'une villa d'où proviennent des statues et diverses trouvailles de l'époque hadrianique.
Des informations médiévales sur cette localité sont contenues dans des documents plus anciens du XIe siècle, liés à la famille Obertenghi. La localité a suivi les événements du village de La Spezia et de son golfe, avec la succession des différentes dominations jusqu'au gouvernement de la république de Gênes.
La république de Gênes, en raison de sa position isolée, y construit en 1724 un lazaret pour mettre en quarantaine les équipages et les marchandises. Ainsi, la localité devient communément connue également sous le nom de Lazzaretto.
L'utilisation de cette fonction dure jusqu'au milieu du XIXe siècle lorsque, à la suite du grand développement de La Spezia, il faut la supprimer définitivement pour la transférer à l'île d'Asinara en 1866.
Au début du XIXe siècle, Napoléon Bonaparte ordonne de préparer un projet de construction d'un arsenal maritime dans la crique, protégé par des positions d'artillerie situées sur les collines environnantes. 
En 1862, à l'hôpital du fort, est hébergé Giuseppe Garibaldi, blessé lors de l'affrontement avec l'armée piémontaise à l'Aspromonte,.
Le fort est aujourd'hui la base du Comando Subacquei ed Incursori.